# Wennemen
Wennemen ist nach Meschede und Freienohl der drittgrößte Stadtteil der Stadt Meschede im Hochsauerlandkreis. Am 31. Dezember 2023 hatte Wennemen 1703 Einwohner.

## Lage
Wennemen liegt am nördlichen Hang des Ruhrtals etwa sechs Kilometer westlich von Meschede und drei Kilometer südöstlich von Freienohl. Die Ruhr fließt südlich an Wennemen vorbei, unterhalb von Wennemen mündet die Wenne in die Ruhr. Angrenzende Orte sind Bockum, Stesse und Stockhausen.
Nördlich von Wennemen führt die Landesstraße 743 von Freienohl nach Meschede (ehemalige Bundesstraße 7), von der bei Wennemen die Landesstraße 914 nach Calle abzweigt. Im Nordwesten von Wennemen liegt die Anschlussstelle Wennemen der A 46. Wennemen liegt an der Oberen Ruhrtalbahn, hat allerdings keinen Personenbahnhof mehr, dieser wurde 1987 aufgelassen.

Wennemen und Umgebung

## Geschichte

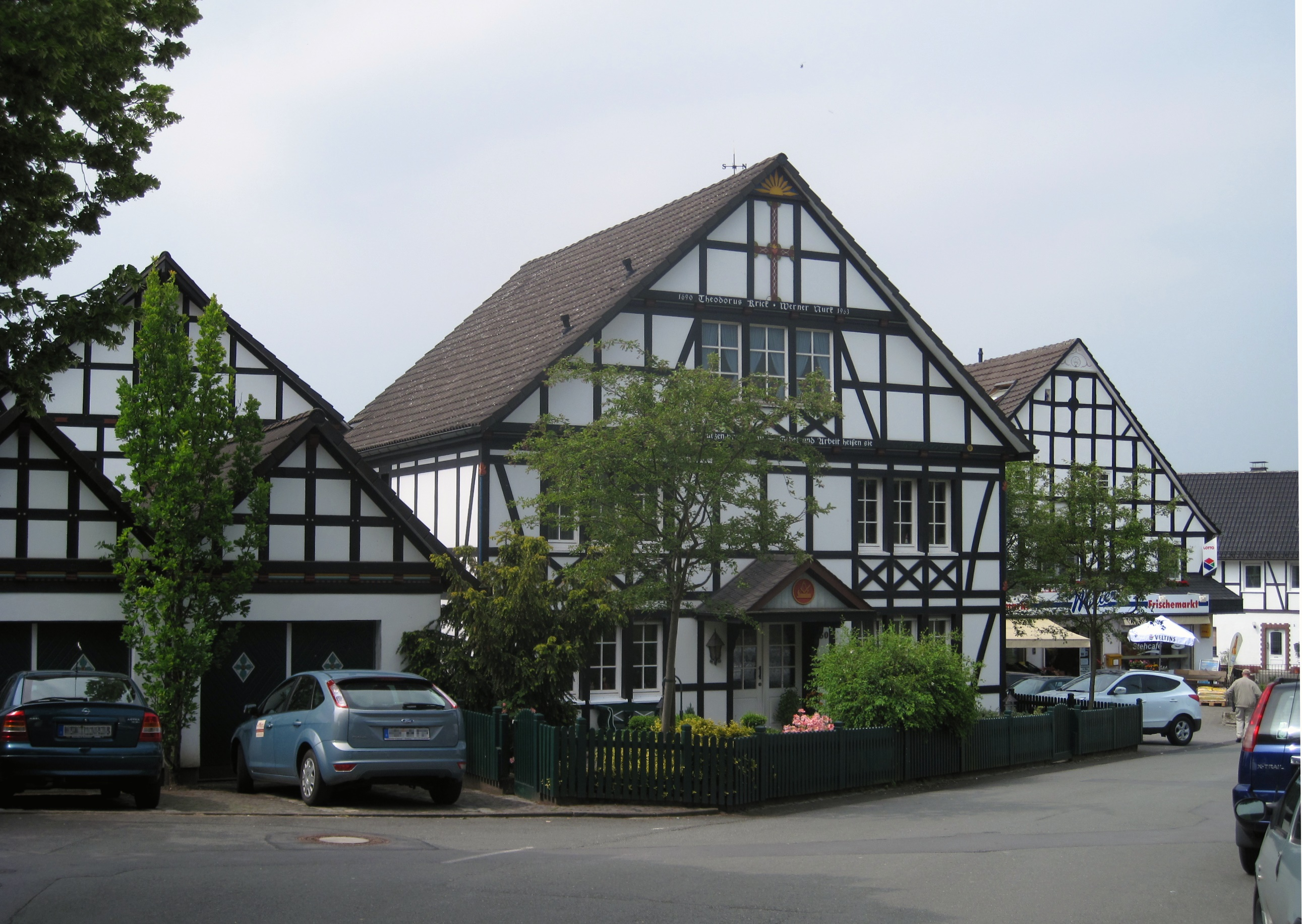
Fachwerkhäuser im Ortskern

Erste Siedlungsspuren stammen aus der Mittelsteinzeit aus der Zeit um 5000 v. Chr. Der Ortsname deutet auf eine Besiedlung für die Zeit von 500 bis 800 hin. Die erste urkundliche Erwähnung stammt aus deutlich späterer Zeit. Im Güterverzeichnis von Graf Ludwig von Arnsberg von 1281 ist Wennemen als zehntpflichtig verzeichnet. Das eng mit dem Ort verbundene Gut Stockhausen wurde erstmals 997 erwähnt. Das nahe Wennemen gelegene Gut Bockum gehörte dem Stift Meschede.
Wennemen blieb im Mittelalter und in der frühen Neuzeit eine bäuerliche Streusiedlung. Im Spätmittelalter gab es etwa ein Dutzend Höfe. Im Jahr 1685 zählte man 15 Familien mit etwa 65 Personen. Die Einwohnerzahl stieg bis 1785 auf 116 und bis 1819 auf 262 Menschen an. Durch Neubauten begann sich die besiedelte Fläche zu verdichten. Im Jahr 1871 zählte man 375 Einwohner.
Die Bevölkerung stieg in der Zeit nach dem Ersten Weltkrieg auf 1180 an.

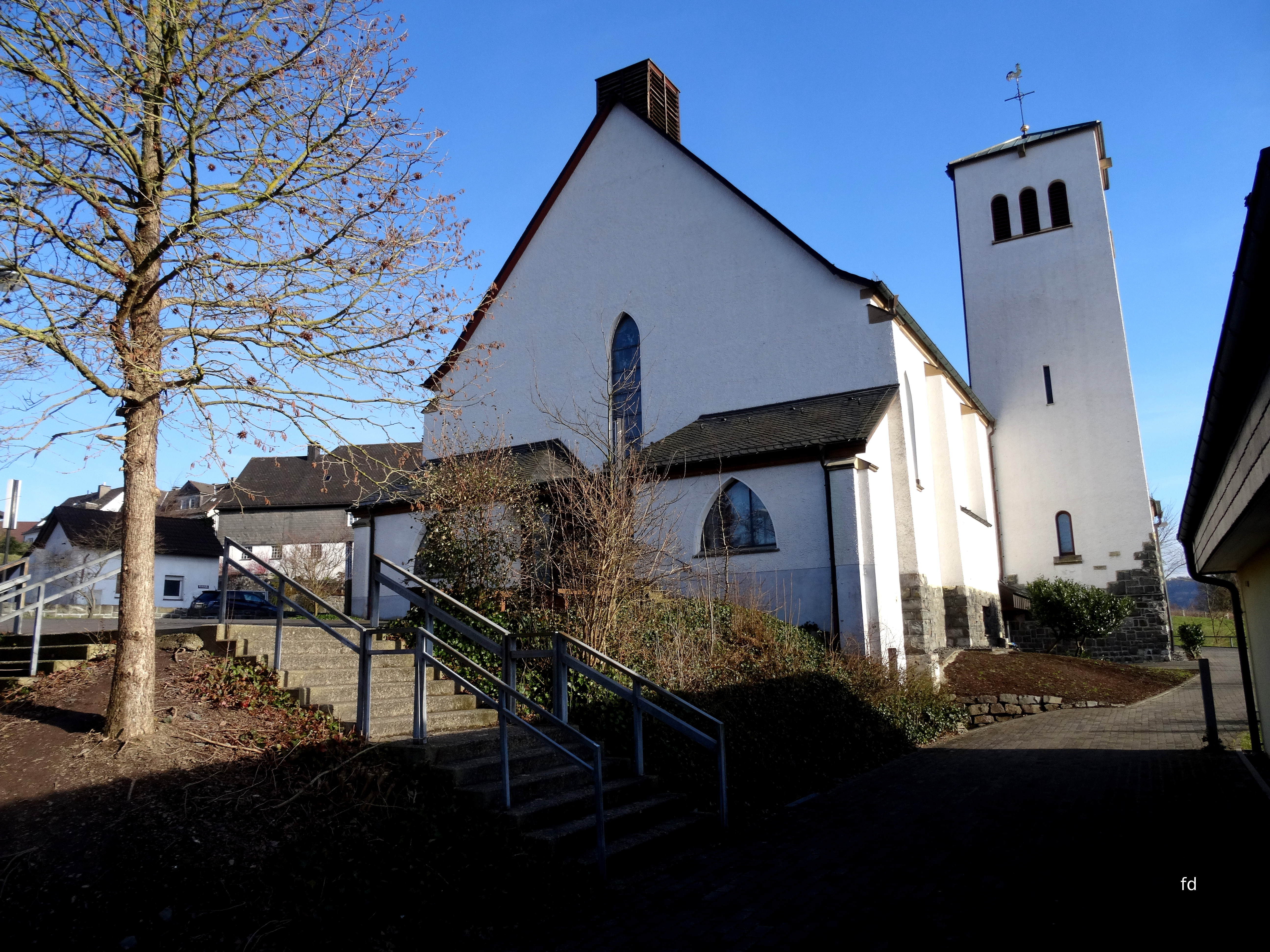
St.-Nikolaus-Kirche

Die katholische Kirchengemeinde im Ort gehörte zum Pastoralen Raum Meschede Bestwig. Von 1737 bis 1930 gab es eine dem Heiligen Nikolaus geweihte Not-Kapelle. Im Jahre 1929 wurde die heutige Pfarrkirche St. Nikolaus erbaut. Auf dem Gelände wo damals die Not-Kapelle stand ist heute ein katholischer Kindergarten.
In den 1830er Jahren wurde eine eigene Schule im Ort gegründet. Der 1836 errichtete Schulbau beherbergte bis 1965 die Schule. Danach ist die Grundschule in einen größeren Neubau an der ehemaligen B7 umgezogen. Bis zu den Sommerferien 2014 hieß diese Don-Bosco-Schule Wennemen, danach wurde die Schule wegen sinkender Schülerzahlen zu einem Teilstandort der St.-Nikolaus-Grundschule in Freienohl.
1927 wurde die Freiwillige Feuerwehr Wennemen – Bockum – Stockhausen gegründet, die oft genug in selbstlosen Einsätzen ihre Funktionsfähigkeit bewies. 1933 errichtete die Freiwillige Feuerwehr ihr erstes Feuerwehrgerätehaus, das 1954 erweitert wurde.
In den 1970er Jahren gab es Planungen, dass die Ortschaft um mehrere hundert Einwohner wachsen sollte. In diesem Zuge wäre dann auch ein zweiter Kindergarten und eine evangelische Kirche angesiedelt worden. Diese Pläne wurden jedoch nie umgesetzt und im Jahre 2021 vom Rat der Stadt Meschede einstimmig aufgehoben.

## Eisenbahn und Wirtschaft
Langfristig entscheidend für die Entwicklung des Ortes war der Bau der Ruhrtalbahn 1871. Zunächst aber stieg die Bevölkerungszahl bis 1885 auf 394 nur mäßig an. Im Jahr 1909 wurde ein eigener Bahnhof errichtet. Mit dem Bau der Zweigbahn nach Finnentrop hatte Wennemen eine gewisse Bedeutung als Eisenbahnknotenpunkt.
Infolge der Eisenbahn siedelten sich einige Betriebe an. Im Jahr 1921 wurde eine Holzwarenfabrik mit Sägewerk gegründet. Im Jahr 1926 entstand eine Firma zur Herstellung von Riegeln und Schlössern. Am Kehling südlich von Wennemen bestand ein Steinbruch.
Während des Zweiten Weltkrieges wurde der Eisenbahnknotenpunkt Wennemen Ziel alliierter Bombenangriffe.
Auf der Strecke in Richtung Finnentrop wurde 1966 der Personenverkehr eingestellt, 1996 wurde sie stillgelegt. Am 28. Mai 1988 endete die Bedienung des Bahnhofs Wennemen.

## Vereinsleben
Seit den 1880er Jahren entstanden in Wennemen verschiedene Vereine. Darunter war 1910 der örtliche Schützenverein. Im Jahre 1892 wurde der TuS Rot-Weiß Wennemen gegründet.
Im Ort wurde 1921 der Sauerländer Heimatbund gegründet.

## Bauwerke
Im Jahr 1909 wurde die alte Kapelle zu einer Notkirche vergrößert. Eine erste Schützenhalle wurde 1921/22 erbaut. Im Jahr 1930 wurde eine neue Kirche eingeweiht.

## Politik und Verantwortlichkeiten
Seit dem 1. Januar 1975 ist Wennemen durch das Sauerland/Paderborn-Gesetz ein Teil der Stadt Meschede.
Der erste Bürgermeister der damals neu gegründeten Stadt Meschede stammte aus Wennemen und hieß Franz Stahlmecke
Aktueller Ortsvorsteher ist Peter Schüttler.
Ortsheimatpfleger ist Otto Spaeth.

## Auszeichnungen
Im Jahr 1984 erhielt Wennemen einen Sonderpreis des Wettbewerbs Unser Dorf soll schöner werden.